# Telšiai län
Telšiai är ett län i västra Litauen. Totalt har länet 148 185 invånare (2013) och en area på 4 303 km². Huvudstaden är Telšiai.
Den 1 juli 2010 avskaffades länsstyrelsen, varefter länet numera endast är en territoriell och statistisk enhet.